# Partit Socialista del Treball (Romania)
Partit Socialista del Treball (romanès Partidul Socialist al Muncii, PSM) fou un partit polític de Romania el 16 de novembre de 1990 i dirigit per Ilie Verdeţ, antic ministre de Nicolae Ceauşescu. El partit era considerat neocomunista, i el seu programa era ple de referències socialistes i nacionalistes. A les eleccions legislatives romaneses de 1992 va obtenir 13 escons i 5 senadors, i al Senat formà un Bloc Nacional juntament amb el Partit de la Gran Romania, i participà en la coalició anomenada Xarxa quadrilateral (Patrulaterul roşu) juntament amb el Front Democràtic de Salvació Nacional, el Partit de la Gran Romania i el Partit d'Unitat Nacional Romanesa.
A les eleccions legislatives romaneses de 1996 va perdre la representació parlamentària i esdevingué una força marginal, de manera que el 2003 es va integrar dins el Partit Socialdemòcrata. Un grup no acceptà la fusió i fundà el Partit d'Aliança Socialista.